# 中原爽
中原 爽（なかはら そう、1936年（昭和11年）1月26日 - 2022年（令和4年）9月21日）は、日本の政治家、医師、歯科医師。
参議院議員（2期）、日本歯科医師会会長を務めた。

## 略歴
東京都出身。獨協高等学校卒業、日本歯科大学卒業、同大学院修了し、1964年歯学博士。論文の題は「オリゴジナミー作用に対する感受性菌に就いての研究」。日本大学医学部卒業し、医師になる。
日本歯科大学の理事長や学長、日本歯科医師会会長を経て1995年、第17回参議院議員通常選挙において自由民主党の比例区候補として出馬し初当選。派閥は平成研究会に所属した。
2000年7月、第2次森内閣で総理府政務次官を務める。
2001年、第19回参議院議員通常選挙で再選。
2007年、党内規（参議院比例区の70歳定年制）により第21回参議院議員通常選挙に出馬せず任期満了で引退。後継候補は石井みどり。
2022年9月21日死去。86歳没。